# Yekaterina Abramova
Pour les articles homonymes, voir Abramova.
Iekaterina Konstantinovna Abramova (en russe : Екатерина Константиновна Абрамова — Ekaterina Konstantinovna Abramova ; née le 14 avril 1982 à Leningrad, actuellement Saint-Pétersbourg) est une patineuse de vitesse russe. Ella a participé aux Jeux olympiques d'hiver de Turin en 2006 et de Vancouver en 2010.

## Jeux olympiques
- Jeux olympiques d'hiver de 2006 à Turin  Italie :
  -  Médaille de bronze en poursuite par équipes.

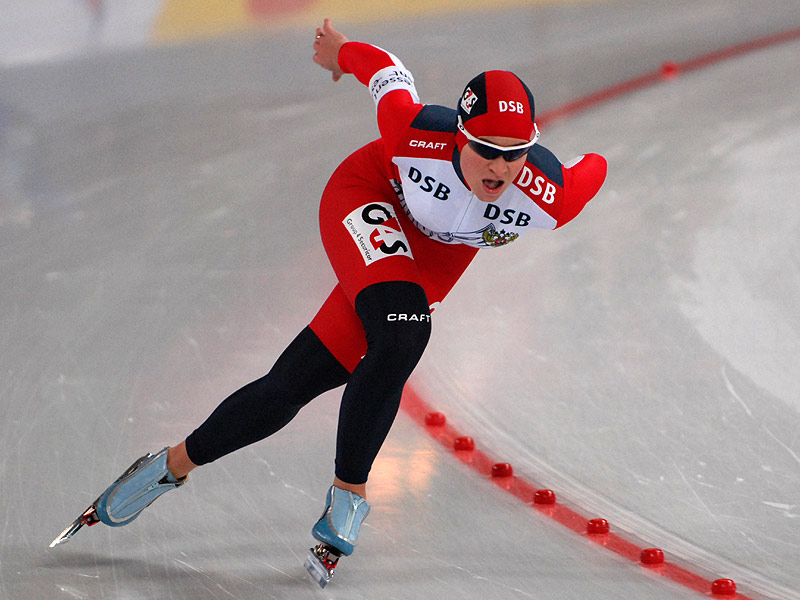
Yekaterina Abramova en 2008.

## Honneurs
- Maître émérite du sport
- Médaille de l'Ordre du Mérite pour la Patrie, 2e classe.